# Левкіппіди
Левкіппіди (дав.-гр. Λευκιππίδες) — доньки правителя Мессенії Левкіппа в давньогрецькій міфології.

## Міфологія
У Левкіппа було три доньки: Феба, Гілаейра і Арсіноя. Феба і Гілаейра (у «Кіпріях» їхнім батьком названо Аполлона) найвідоміші у зв'язку з наступним міфологічним сюжетом, що часто траплявся в античній літературі: Левкіпп вирішив віддати їх за дружин синам Афарея, Іда й Лінкею відповідно, але, зачаровані красою дівчат, їх викрали й одружилися двоюрідні брати Афаретидів — близнюки Діоскури, Кастор і Полідевк. Дружини народили їм синів. У подальшій боротьбі між чотирма братами вижив лише Полідевк.

## Культ
Діоскурів і пов'язаних персонажів міфу особливо шанували на їхній передбачуваній батьківщині — Спарті, де вони стали об'єктами культу героїв. Розігрування міфу було частиною обряду посвяти спартанських дівчаток перед їхнім весіллям, що зображено на кількох червонофігурних вазах V-IV століть до нашої ери.
Павсаній повідомив, що в Спарті був храм Діоніса-Колонатського, назва якого відсилала до легенди про те, що дорогу до Спарти йому вказав герой Колон. Жінки, звані Діонісіадами та Левкіппіадами, приносили жертви герою раніше, ніж Діонісу. У Гілаейри та Феби був там і свій храм, бо вважали, що їм разом із чоловіками Зевс дарував напівбожественний статус. Їхніми жрицями були молоді дівчата, які теж називалися Левкіппідами. У храмі були їхні статуї, одну з яких підновила жриця, замінивши їй архаїчне обличчя (другу статую їй заборонив чіпати сон). Також там зі стелі на стрічках звисало яйце, яке, за переказами, народила Леда. Спартанський культ Левкіпід міг бути спадщиною старішого культу. Ще в II столітті існували жерці Левкіпід і Тіндарея.

## Мистецтво

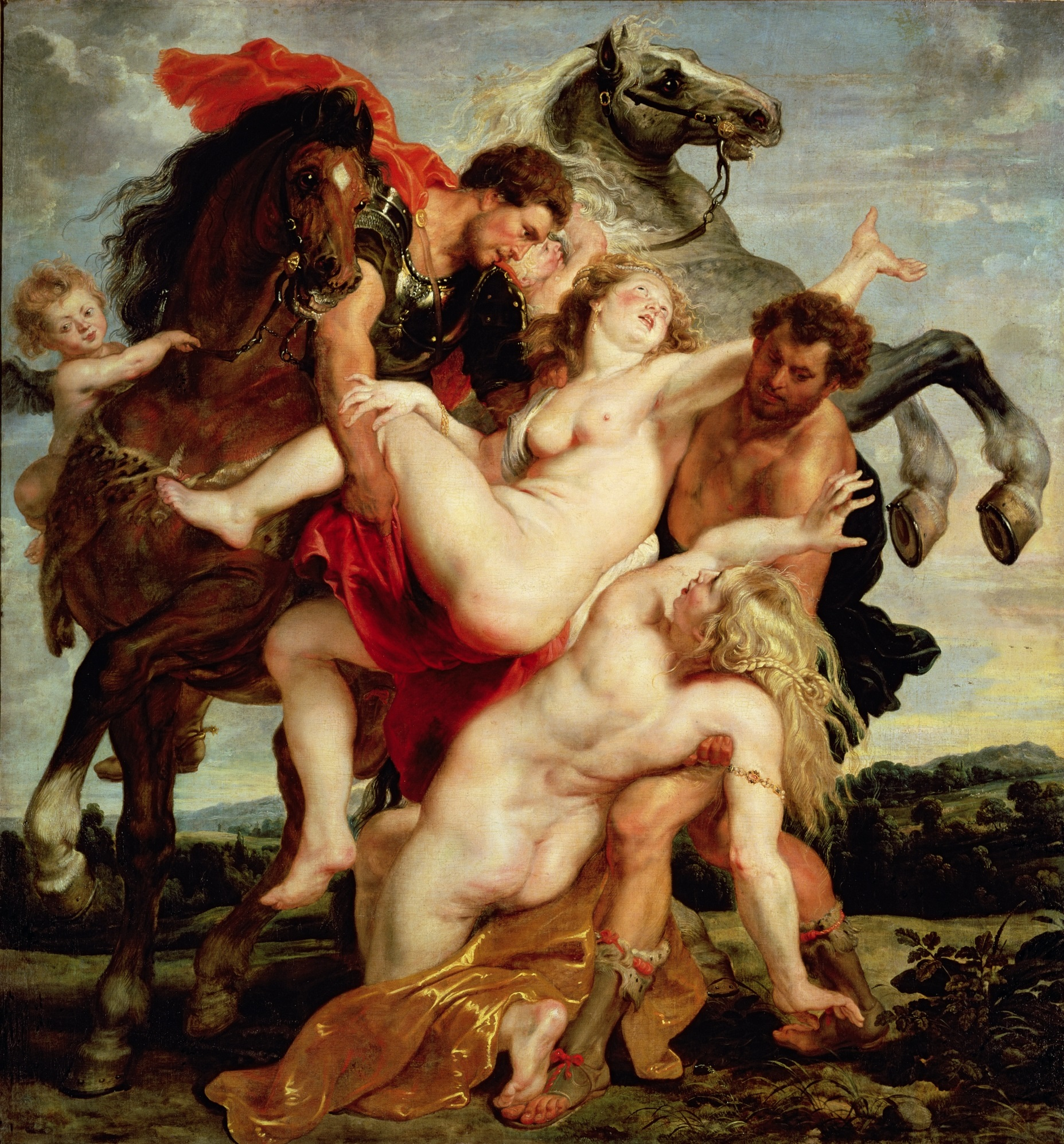
Рубенс. Викрадення доньок Левкіппа.

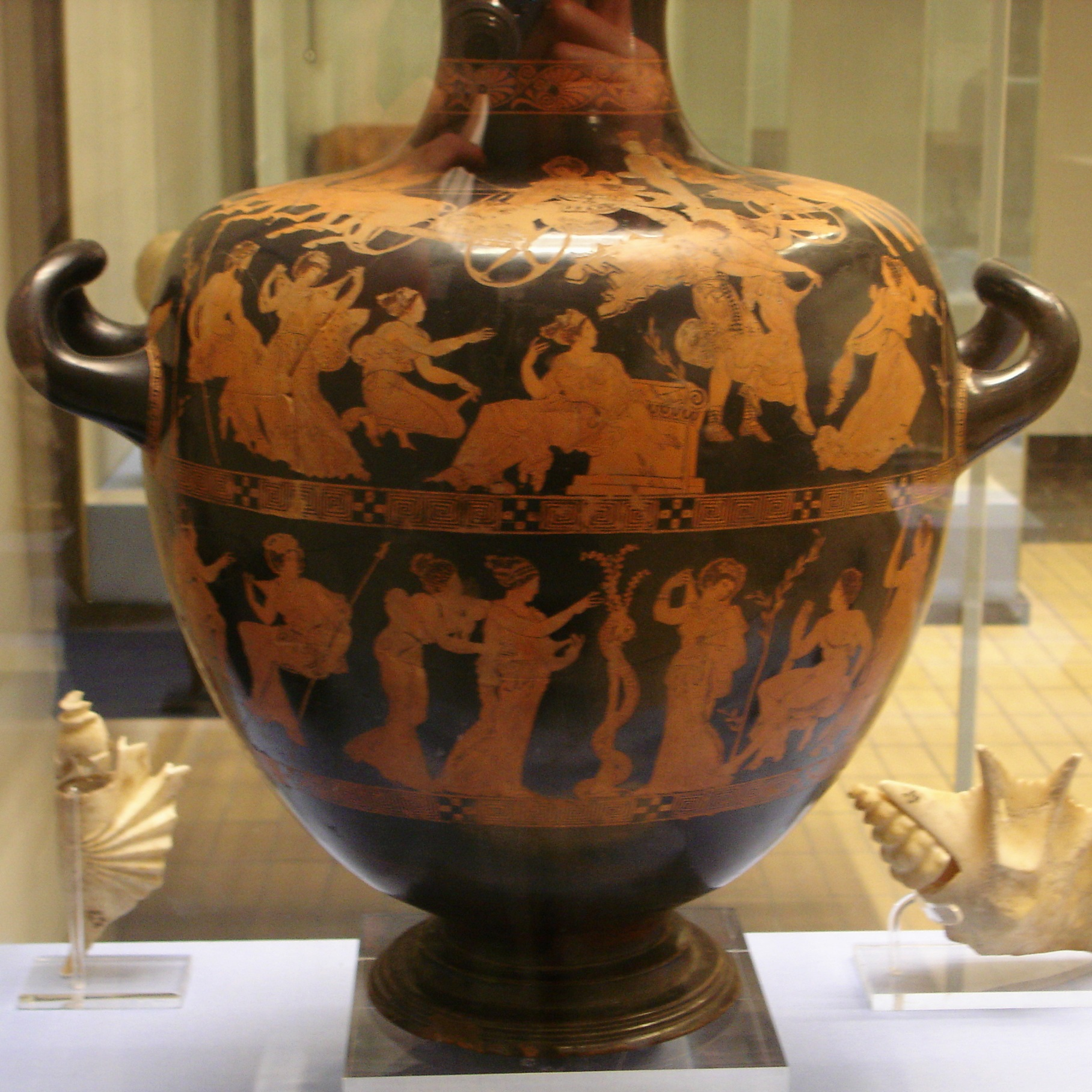
Гідрія Мідія: викрадення Левкіпід — у верхньому фризі.

Викрадення Левкіпід віддзеркалювали в образотворчому мистецтві Стародавньої Греції та з Відродження. У храмі Діоскурів в Аргосі перебували зроблені з чорного (ебенового) дерева їхні статуї, їхніх дружин і синів роботи Діпена і Скілліда початку VI століття до нашої ери. Викрадення дочок Левкіппа серед інших зображень було на знаменитому в давнину троні Аполлона в Аміклах, а також на мідному рельєфі в храмі Афіни Поліухос (Градопокровительки) в Спарті.